# 기회주의
기회주의(機會主義, opportunism)는 정치학 또는 정치과학의 용어다. 기회주의는 거래비용경제학의 중요한 이론적 근거이기도 하다. 기회주의는 맥락에 따라 다양하게 해석되지만, 보통 다음 중 하나 또는 여럿을 가리킨다.
- 자신의 이해관계에 따라 정치적 신념을 쉽게 바꾸는 행태. 중도로 분류.

- 어떤 비용을 들여서라도 자신의 정치적 영향력을 높이려는 정치적 스타일, 또는 자신의 정치적 영향력을 높일 수 있는 모든 기회를 놓치지 않으려는 정치적 스타일

- 정치적 영향력을 높이기 위한 목적으로 자신이 이전에 가졌던 신념들을 버리고 현재에 맞게 다시 살아가려는 신념

- 어떤 위치에 적절한 사람을 찾거나 정치에 대한 이해를 높이기 위한 것이 아닌, 단지 자신의 영향력을 높이기 위해 어떤 상황에서든 정치 자산을 만들려고 노력하는 정치적 성향

## 예시
- 이인국 박사(꺼삐딴 리의 주인공이다.)

## 같이 보기
- 부정부패
- 계몽된 자기 이익
- 개인주의
- 능력주의
- 기회비용